# Movistar Open 2005
Movistar Open 2005 — тенісний турнір, що проходив на ґрунтових кортах у місті Вінья-дель-Мар, Чилі з 31 січня . Належав до категорії ATP International Series, був турніром серії Chile Open 2005 року.

## Фінальна частина

### Одиночний розряд
Гастон Гаудіо —  Фернандо Гонсалес 6–3, 6–4

### Парний розряд
Давид Феррер /  Сантьяго Вентура Бертомеу —  Гастон Етліс /  Мартін Родрігес 6–3, 6–4